# Ballstraße 31 (Quedlinburg)

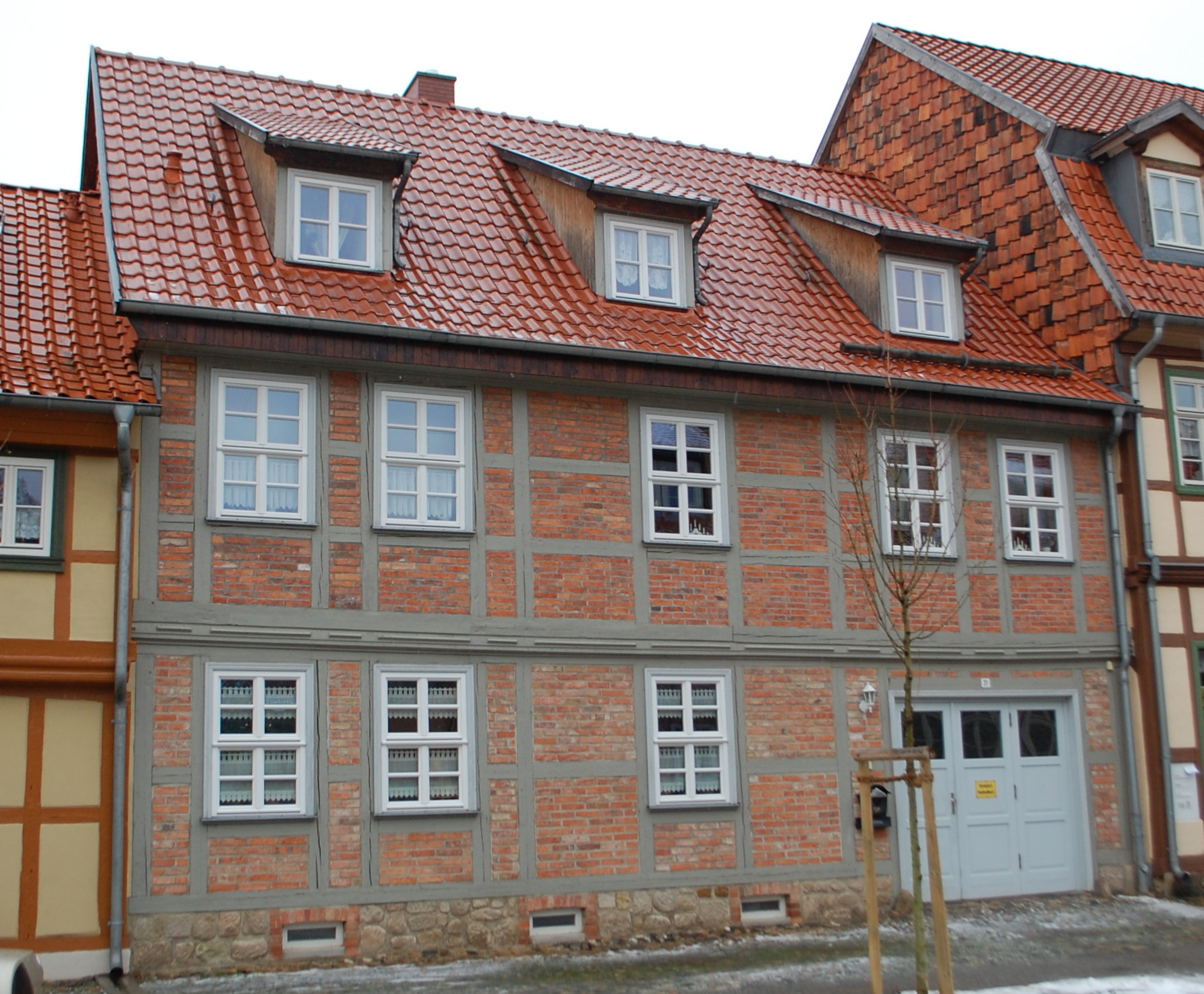
Ballstraße 31

Das Haus Ballstraße 31 ist ein denkmalgeschütztes Gebäude in der Stadt Quedlinburg in Sachsen-Anhalt.

## Lage
Es befindet sich im östlichen Teil der historischen Quedlinburger Neustadt und gehört zum UNESCO-Weltkulturerbe. Nördlich grenzt das gleichfalls denkmalgeschützte Haus Ballstraße 30 an.

## Architektur und Geschichte
Das zweigeschossige Fachwerkhaus entstand in der Zeit um 1820. Im Quedlinburger Denkmalverzeichnis ist das Haus als Wohnhaus eingetragen. Das Gebäude ist schlicht gestaltet. Die Fenster des Hauses sind axialsymmetrisch angeordnet. Anfang des 21. Jahrhunderts wurde das Gebäude saniert. Dabei wurde die vorherige Anordnung von Fenstern und Tor im Erdgeschoss verändert. Die vor der Sanierung das Erdgeschoss gestalterisch prägenden Fensterläden wurden entfernt.